# 鼎湖杜鹃
鼎湖杜鹃（学名：Rhododendron tingwuense）为杜鹃花科杜鹃花属下的一个种。

## 扩展阅读
- 維基物種上的相關：鼎湖杜鹃